# Tomáš Petrík
Tomáš Petrík (ur. 31 października 1980 w Modrej) – słowacki szachista, arcymistrz od 2008 roku.

## Kariera szachowa
W latach 1992–2000 wielokrotnie reprezentował swój kraj na mistrzostwach świata i Europy juniorów w różnych kategoriach wiekowych, był również kilkukrotnym medalistą mistrzostw Słowacji juniorów (m.in. dz. II-III m. w 1993 r. w grupie do lat 14 oraz I m. w 2000 r. – do lat 20). W 2006 i 2008 r. wystąpił w reprezentacji kraju na szachowych olimpiadach.
Do największych sukcesów w karierze Tomáša Petríka należy dwukrotne zdobycie tytułu indywidualnego mistrza Słowacji (w latach 2005 i 2006). Oprócz tego podzielił III m. (za Wiaczesławem Dydyszko i Andrejem Kawalouem) w Čartáku (2003), zajął III m. w Brnie (2005, za Viktorem Lázničką i Robertem Cvekiem) oraz dwukrotnie podzielił II m. w Puli (2006, za Duško Pavasovičem, wspólnie z m.in. Jiřím Štočkiem, Dušanem Popoviciem i Ognjenem Cvitanem oraz 2007, za Robertem Zelčiciem, wspólnie z m.in. Gawainem Jonesem, Ibro Šariciem i Kjetilem Lie).
Najwyższy ranking w dotychczasowej karierze osiągnął 1 października 2006 r., z wynikiem 2544 punktów zajmował wówczas 4. miejsce (za Siergiejem Mowsesjanem, Ľubomírem Ftáčnikiem i Igorem Štohlem) wśród słowackich szachistów.